# Bibio lugens
Bibio lugens är en tvåvingeart som först beskrevs av Carl Peter Thunberg 1789.  Bibio lugens ingår i släktet Bibio och familjen svävflugor. Inga underarter finns listade i Catalogue of Life.